# 분젠 버너

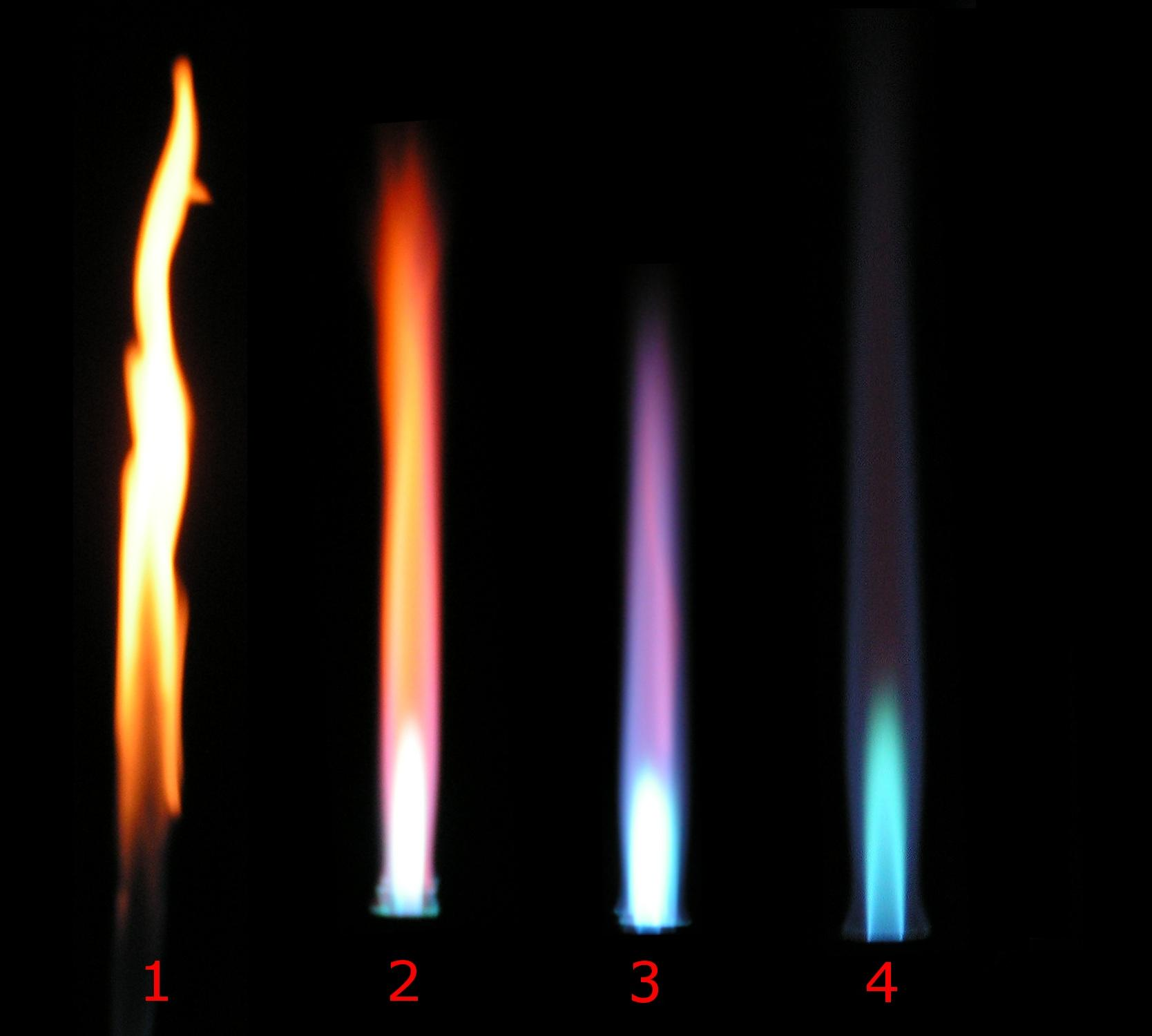
분젠 버너의 불꽃은 스로트 홀(throat hole) 안의 공기의 흐름에 의존한다.

분젠 버너(Bunsen burner)는 로베르트 분젠의 이름을 딴 실험 기구의 하나로서, 가열, 살균, 연소에 사용하기 위해 하나의 나화(裸火) 불꽃을 만들어낸다.
사용되는 가스는 천연 가스(주로 메테인)나 액화석유가스(프로페인, 뷰테인 등) 또는 그 둘의 혼합물이다.

## 역사
1852년 하이델베르크 대학교는 분젠을 고용하였으며 그에게 새로운 연구실 건물을 약속하였다. 하이델베르크 시는 석탄 가스 거리 조명 설치를 시작하였고 이에 따라 대학교는 가스선을 새로운 연구실에 설치하였다.
건물 설계자들은 조명 목적뿐 아니라 연구실 운영을 위한 버너를 위해서도 사용할 수 있게 하려고 작정하였다. 어떠한 버너 램프라도 온도의 극대화, 발광의 최소화가 바람직했다. 그러나 기존의 연구실 버너 램프는 불꽃의 열기뿐 아니라 경제성과 단순함을 고려할 정도로 요구 사항이 많았다.
이 건물이 1854년 말 계속 공사 중이었으나 분젠은 대학교의 정비공 Peter Desaga에 특정한 설계 원리를 제안하였으며 그에게 프로토타입을 만들 것을 요청하였다. 마이클 패러데이의 초기 버너 설계에 비슷한 원리가 사용되었으며, 그 외에도 1856년에는 R. W. 엘스너에 의해 장치 특허를 받았다. Bunsen/Desaga 디자인은 뜨겁고 매연이 없는 불휘염(不輝炎) 생성에 성공했으며, 이는 통제가 되는 방식으로 연소 이전에 가스를 공기과 혼합함으로써 이루어졌다. Desaga는 실린더 버너 아래에 공기를 위한 조절 가능한 좁은 구멍을 만들었고 맨 위에 불꽃이 점화되었다. 1855년 초 건물이 열릴 때까지 Desaga는 분젠의 학생들을 위해 50개의 버너를 제조하였다. 2년이 지나 분젠은 설명을 게시하였고 그의 동료들 중 다수는 곧 이 디자인을 채택하였다. 분젠 버너는 현재 전 세계적으로 연구실에서 사용되고 있다.

## 같이 보기
- 알코올 램프